# Palazzetto Pisani
Le Palazzetto Pisani est un palais de Venise, situé dans le sestiere de San Marco. 
Surplombant le Grand Canal, il se trouve près du Pont de l'Accademia et du Campo Santo Stefano, en face du Campo San Vio.

## Histoire
Il a été acheté en 1751 par Andrea Pisani au marquis Giovanni Poleni, mathématicien, physicien et astronome de l'Université de Padoue, afin de permettre à la famille Pisani, déjà propriétaire du grand Palazzo Pisani di Santo Stefano, d'avoir un accès direct sur le Grand Canal. En 1816, le palais fut acheté par le duc de Gênes puis en 1945 transmis au comte Leonardo De Lazara, qui en a supervisé la restauration.

## Description
C'est un bâtiment de forme vénitienne traditionnelle, très élégant. La façade se développe sur quatre niveaux, avec des fenêtres à meneaux. Les éléments caractéristiques sont la présence d'un blason, de bandeaux de pierre d'Istrie et d'un portail en pierre, qui a, cependant, une fonction purement décorative, étant donné que l'accès au Palazzo ne se fait pas par voie aquatique, mais à partir de la Calle del Portico Pisani.